# Нечаевы (деревня)
Нечаевы — деревня в Оричевском районе Кировской области в составе Пищальского сельского поселения.

## География
Расположена на расстоянии примерно 1 км на юг от поселка Мирный.

## История
Известна с 1764 года как займище Емельяна Вершинина с 9 жителями. В 1873 году здесь отмечено дворов 6 и жителей 63, в 1905 (заимка Емельяна Вершинина или Нечаевы) 12 и 87, в 1926 (уже деревня Нечаевы или Емельяна Вершинина) 16 и 103, в 1950 21 и 78, в 1989 проживало 19 человек. Настоящее название утвердилось с 1939 года.

## Население
Постоянное население  составляло 11 человек (русские 100%) в 2002 году, 9 в 2010.